# Wörner
Wörner – szczyt w paśmie Karwendel, w Alpach Wschodnich. Leży na granicy między Austrią (Tyrol) a Niemcami (Bawaria). Sąsiaduje z Hochkarspitze. Szczyt można zdobyć ze schroniska Hochlandhütte (1623 m). 
Pierwszego wejścia dokonał Hermann von Barth w 1870 r.